# 北見毎日新聞
北見毎日新聞（きたみまいにちしんぶん）は、かつて株式会社北見毎日新聞社が北海道北見市内を中心に発行していた地方新聞。北見新聞（2001年廃刊）とともに戦後の北見市を代表する夕刊地域紙だったが、1989年に廃刊した。

## 概要
北見市で戦前発行されていた『北都日日新聞』を継承して1950年に創刊された『北見日日新聞』を母体とし、田子節次郎によって1954年11月23日に創刊された。本社は北見市北8条東1丁目10番地で、のちにオホーツク新聞社の本社となった。
B3判の夕刊日刊紙で、最終期の公称部数は10,100部。美幌町や訓子府町などに支局があった。
1980年代に入って部数の伸び悩みが続いたため、1989年4月27日付で廃刊した。廃刊にあたり同社は「先行きの見通しなどを総合的に判断したため」と説明したが、田子社長が事業意欲を失ったことが廃刊の要因と伝えられた。
その後、美幌町の夕刊美幌社が、同社の新聞事業を引き継ぐ形で北見毎日新聞の旧本社に株式会社オホーツク新聞社を設立。『オホーツク新聞』として同年10月26日から新聞発行を再開したが、経営に行き詰まり1993年に廃刊した。